# جناله
جناله یک منطقهٔ مسکونی در سومالی است که در Lower Shebelle واقع شده‌است.